# Kalanchoe cymbifolia
Kalanchoe cymbifolia är en fetbladsväxtart som beskrevs av Descoings. Kalanchoe cymbifolia ingår i släktet Kalanchoe och familjen fetbladsväxter. Inga underarter finns listade i Catalogue of Life.